# محمد مصطفى هدارة
محمد مصطفى هدارة مفكر وأديب وأستاذ جامعي مصري معروف على الساحتين العربية والدولية. أطلق عليه المثقفون عددا من الألقاب، منها: شيخ النقاد الإسلاميين، والأصيل معاصرا، وفارس الثقافة العربية الأصيلة.
ولد الدكتور محمد مصطفى هدارة (1930م – 1997م) بالإسكندرية نسخة محفوظة 25 ديسمبر 2013 على موقع واي باك مشين.، حيث شرب من مناهل الثقافة العربية الإسلامية بدءا من الكتاب وانتهاء بقسم اللغة العربية، وقبل هذا كله بتتلمذه على العلامة محمود محمد شاكر. كما نهل من الثقافة الأوروبية إن في الجامعة، وإن بجهده الخاص، أو بتتلمذه على الدكتور طه حسين. ومن هنا نرى أن نشأة الدكتور هدارة وثقافته قد هيأت له أن تمتزج الأصالة بالمعاصرة عنده امتزاجا وثيقا لا نشاز فيه ولا تنافر.
تلقى تعليمه الابتدائي والثانوي بمدارس المدينة الساحلية، وتخرج في قسم اللغة العربية بكلية الآداب، جامعة الإسكندرية نسخة محفوظة 18 نوفمبر 2009 على موقع واي باك مشين.، عام 1952 بتقدير ممتاز مع مرتبة الشرف الأولى. ثم حصل على الماجيستير سنة 1957 بتقدير ممتاز، وعلى درجة الدكتوراة في عام 1960 بمرتبة الشرف الأولى.
عين بعد تخرجه معيدا بكلية الآداب، جامعة عين شمس، ثم عمل ملحقا ثقافيا بجامعة الدول العربية حتى عام 1960، ثم عين مدرسا بكلية الآداب، جامعة الإسكندرية، ورقي أستاذا مساعدا في عام 1966، وأستاذا في عام 1972.

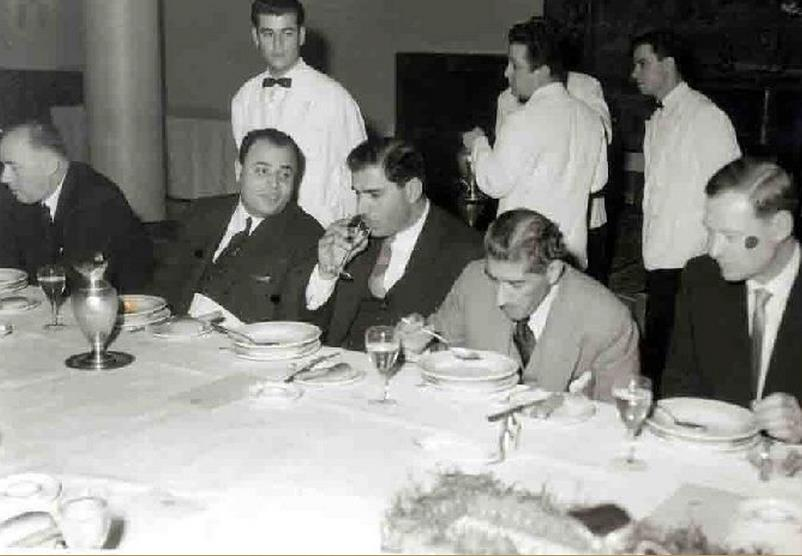
د. هداره في حفل عشاء ببيروت أقامه مدير عام اليونسكو "رينيه ماهي" René Maheu والجالس بجواره.
1-2-1960

شغل منصب وكيل كلية الآداب للدراسات العليا والبحوث في الفترة من 1980 حتى 1982، ورئيسا لقسم الدراسات الصوتية في الفترة ذاتها، وعميدا لكلية الآداب، جامعة طنطا، ورئيسا لقسم اللغة العربية وآدابها منذ عام 1983 وحتى 1989. أعير للعمل بجامعة أم درمان الإسلامية في عام 1966 لمدة ثلاث سنوات، وأسهم في إنشاء قسم اللغة العربية بها، ثم أعير للعمل بجامعة الملك سعود (الرياض) سنة 1972 لمدة خمس سنوات، فأسهم في وضع مناهج الدراسات العليا بها.
عمل شيخ النقاد الإسلاميين أستاذا زائرا في عدد من جامعات المملكة العربية السعودية ولبنان والكويت وقطر والإمارات والسودان والأردن والصين والولايات المتحدة الأمريكية وألمانيا، كما دعي لإلقاء محاضرات في عدد من الجامعات العربية والأجنبية، وزار في مهمات علمية معظم الدول العربية والأوروبية والأفريقية وأمريكا وكندا واليابان والصين.
وضع في أثناء عمله بالإدارة الثقافية في جامعة الدول العربية خطة لترجمة أمهات أعمال المستشرقين، فأشرف على إصدار ترجمة تاريخ الأدب العربي لبروكلمان، كما وضع مشروعا لتوحيد قانون المطبوعات بالبلاد العربية وإصدار نشرة بيبلوجرافية موحدة بما يصدر في العالم العربي من مؤلفات.
طلب مكتب التربية العربي لدول الخليج استشارته في إنشاء مركز لتعليم اللغة العربية، فوضع في ذلك مشروعا مفصلا، كما اشترك في تأليف مجلد عن موقف المستشرقين من الحضارة العربية والإسلامية، واشتراكه في بحوث مجلد عن رواد النهضة الإسلامية الحديثة، أصدرهما مكتب التربية العربي لدول الخليج، بالتعاون مع المنظمة العربية للثقافة والعلوم.
كذلك اشترك الدكتور هدارة في كتابة مجلد عن تاريخ الحضارة العربية، يصدر بعدة لغات عن إحدى دور النشر اللبنانية، الكبيرة، واشترك في تأليف سلسلة الروائع التي يصدرها المجلس الأعلى للثقافة، كما أسهم في تحرير مواد الموسوعة العربية العالمية التي أصدرتها دار الشروق عام 1994، وكان عضوا بمجلس إدارة تحريرها. وأشرف سيادته على إصدار مختارات البارودي محققة في أربع أجزاء، وعلى إصدار مصادر دراسة البارودي.
عمل مستشارا لتحرير مجلة الرافعي، وراجع مواد معجم المصطلحات البحرية الذي أصدرته الأكاديمية العربية للعلوم والتكنولوجيا والنقل البحري نسخة محفوظة 14 سبتمبر 2017 على موقع واي باك مشين.، وأصدر كتابا تذكاريا عن الدكتور عبد المجيد عابدين.
شارك فارس الثقافة العربية في عدد كبير من المؤتمرات العلمية والثقافية في مصر والبلاد العربية والأجنبية، منها: المؤتمر الثقافي العربي الرابع الذي عقد بدمشق سنة 1957، والمؤتمر الثقافي العربي الخامس في الرباط عام 1959، ومؤتمر اليونسكو ببيروت في ذات العام، ومؤتمر الجامعات العربية الذي عقد في بنغازي سنة 1960، ومؤتمر اللغات الأفريقية الذي عقد في لاجوس سنة 1982، ومهرجان المربد في بغداد أعوام 86 – 87 – 88، كما أعد مؤتمر تدريس اللغة العربية في الجامعات والذي عقد بالإسكندرية في 1981، والندوة الدولية عن بحوث محمد خلف الله أحمد 1984، ومحمد محمد حسين 1985، ومؤتمر الأدباء بالكويت 1958، ومؤتمر الأدب الإسلامي الذي دعت إلى عقده جامعة الإمام محمد بن سعود الإسلامية في الرياض عام 1985 وفي القاهرة عام 1993.
تخرج على يديه في مرحلة الليسانس آلاف من الطلاب في مصر والعالم العربي على مدى أكثر من ثلاثين عاما متصلة في التعليم الجامعي. كما أشرف على 81 رسالة ماجستير و 88 رسالة دكتوراه، في الجامعات المصرية والعربية، ومعظم تلاميذه يتولون التدريس في أقسام اللغة العربية في الجامعات المصرية والعربية.الرسائل العلمية التي أشرف عليها سيادته لطلبة من عدة دول، منها: مصر، فلسطين، العراق، لبنان، سوريا، السعودية، الجزائر، الأردن، السودان، الكويت، البحرين، إيران، الصين، اليابان، المانيا.

## عضو مؤسسات ثقافية مصرية وعربية
شغل الدكتور هدارة عضوية عدد كبير من المؤسسات المصرية والعربية، منها: عضو لجنة الدراسات الأدبية بالمجلس الأعلى للثقافة، وعضو اتحاد الكتاب، ورئيس مجلس إدارة نادي القصة بالإسكندرية، وعضو اللجان العلمية الدائمة لفحص الإنتاج العلمي للمتقدمين للترقية إلى درجة أستاذ وأستاذ مساعد في اللغة العربية وآدابها، وقد قام بفحص الأعمال العلمية لأكثر من 200 متقدم في الجامعات المصرية والعربية. كما كان عضوا بمجلس أمناء جائزة مؤسسة عبد العزيز سعود البابطين للإبداع الشعري، وكان من أعماله في المؤسسة أن أشرف على الدورة الثالثة التي كُرِّم فيها البارودي وأُطلق اسمه عليها وصدرت عن الدورة عدة إصدارات منها كتاب نفوسة زكريا سعيد "البارودي حياته وشعره" الذي قدم له الدكتور هدارة وأعدَّه للنشر، كما أشرف على كتاب "مصادر دراسة محمود سامي البارودي" الذي أعدَّه مجموعة من الباحثين.

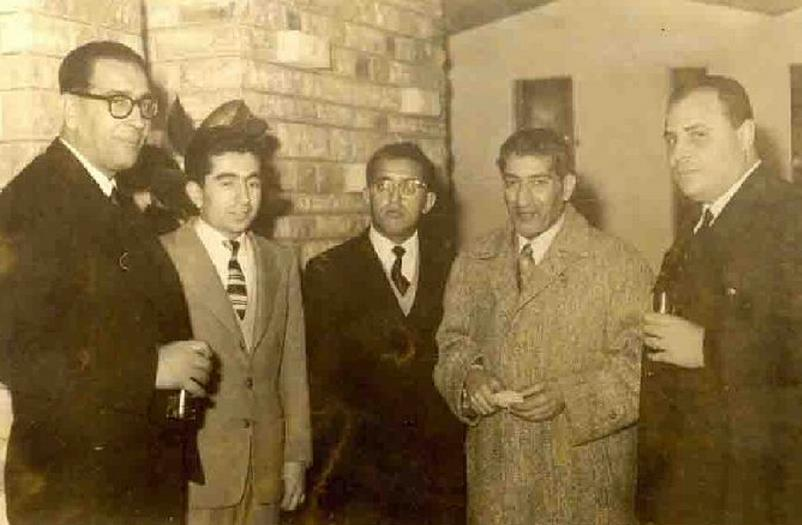
د. هداره في حفل استقبال إقامة وزير المعارف اللبنانية فؤاد بطرس بفندق الكازار ببيروت.
11-2-1960

## جوائز حصل عليها
حصل الدكتور محمد مصطفى هدارة على جائزة التفوق الأدبي في اللغة العربية عام 1948 (المسابقة التوجيهية) وعلى جائزة الرواية التاريخية من المجلس الأعلى لرعاية الفنون والآداب عام 1960 عن رواية المنصورة. كما نال سيادته جائزة صدام للآداب في فرع تاريخ الأدب العربي عام 1988، وجائزة اليماني في نقد الشعر عام 1996.
اختارته الموسوعة الأمريكية Who’s Who في الطبعة الثالثة لها، واحدا من خمسة آلاف شخصية هامة على مستوى العالم، كما اختارته الببليوجرافية الأمريكية واحدا من أكثر الشخصيات تأثيرا على مستوى العالم.

## كتب مؤلفة
- تيارات الشعر العربي المعاصر في السودان.[5]
- التجديد في شعر المهجر.
- مشكلة السرقات في النقد الأدبي.
- اتجاهات الشعر العربي في القرن الثاني الهجري.
- دراسات في الشعر العربي (جزءان).
- مقالات في النقد الأدبي.
- الشعر العربي في القرن الأول الهجري.
- الشعر العربي في العصر الجاهلي.
- المأمون الخليفة العالم.[6]
- النقد الأدبي الحديث.
- دراسات في النقد الأدبي بين النظرية والتطبيق.
- دراسات في النثر العربي الحديث.
- الشعر العربي الحديث.
- المنصورة (رواية تاريخية).
- الشعر العربي المعاصر إلى أين (دراسة تطبيقية لشعراء الأقاليم).
- مطبوعات مجلة الرافعي.

## كتب محققة
- سرقات أبي نواس لمهلهل بن يموت.
- ضرائر الشعر للقزاز القيرواني.
- نهاية الإيجاز في دراية الإعجاز للفخر الرازي.
- مختارات البارودي (أربعة أفراد) تقديم وإشراف على التحقيق ومراجعة.

## كتب مترجمة
- الإسلام لألفريد جيوم.
- يوميات هيروشيما هاشيا.
- قاهر القطب الجنوبي، رتشارد بيرد.
- ملفل الملاح الصغير، جين جولد.
- عالم القصة، برنارد ديقوتو.[7]

## مقالات
كتب الدكتور محمد مصطفى هدارة مقالات وبحوث في عدد كبير من المجلات العلمية المتخصصة والمجلات الثقافية التي تصدر في العالم العربي. ومن المجلات التي زودها بالكثير من مقالاته: في مصر: الشهر – المجلة – الثقافة – فصول – إبداع، وفي الكويت: العربي، وفي السعودية: الفيصل – الشرق – قافلة الزيت – الخفجي، وفي تونس: الفكر، وفي قطر: الدوحة. كما حرر مقالات في عدد من الصحف المصرية والعربية، منها: الأهرام، الأخبار، الشرق الأوسط، الرياض، وغيرها.

## من بحوثه التي نشرها
- البطولة في الشعر العربي من خلال حروب قيس وتغلب (مقدم لمؤتمر أدباء الكويت 1958).
- القوس العذراء رؤية في الإبداع الفني (ضمن مجلد بمناسبة تكريم الأستاذ محمود محمد شاكر لبلوغه سن السبعين).
- الإنسان في شعر نازك الملائكة (ضمن مجلد أصدرته جامعة الكويت بمناسبة بلوغ الشاعرة سن الستين).
- موقف مرجليوث من الشعر الجاهلي بين سوء المنهج والتعصب (ضمن مجلد المنظمة العربية للتربية والعلوم والثقافة).
- الشعر العربي عبر العصور (ضمن مجلد عن الحضارة العربية والإسلامية يصدر عن دار الكيال ببيروت).
- محمد عبده (ضمن مجلد عن رواد النهضة الإسلامية).
- خير الدين التونسي (يصدر عن مكتب التربية لدول الخليج).
- التراث الإسلامي في أدب توفيق الحكيم (ضمن الكتاب التذكاري الأول الذي أصدره المركز القومي للآداب بوزارة الثقافة).
- ملامح رومانسية في الشعر السعودي الحديث (ضمن ملف الثقافة والفنون الذي تصدره جمعية الثقافة والفنون بالرياض 1985).
- الالتزام في الأدب الإسلامي (ضمن بحوث مؤتمر الأدب الإسلامي الذي عقدته جامعة الإمام محمد بن سعود الإسلامية بالرياض 1985).
- اتجاهات جديدة في القصة السكندرية المعاصرة (نشر بمجلة «الدوحة» في قطر في عددي يونيو ويوليو 1983).
- الحداثة والتراث (محاضرة بدعوة من مؤسسة الملك فيصل بالرياض 1985).
- كتاب نهاية الإيجاز للفخر الرازي وأثره في تاريخ البلاغة العربية (نشر بمجلة كلية الآداب بجامعة الرياض 1976).
- اللغة العربية واللغات الأفريقية (بحث باللغة الإنجليزية ضمن بحوث مؤتمر اللغات الأفريقية الذي عقد بلاجوس 1982).
- قراءات في النقد البينوي (محاضرة ألقيت بدعوة من النادي الأدبي بالمدينة المنورة 1987).
- الأدب العربي الحديث والمذاهب الأدبية في المغرب (محاضرة ألقيت بدعوة من كلية التربية بالطائف في المملكة العربية السعودية 1987).
- معالم الأدب الإسلامي (محاضرة ألقيت بدعوة من جامعة أم القرى بمكة المكرمة 1988).
- الأدب الإسلامي بين جمال الفن وحدود الالتزام (محاضرة ألقيت بدعوة من جامعة أم القرى بمكة المكرمة 1988).
- الغموض في الشعر العربي الحديث (محاضرة ألقيت بقصر ثقافة الشاطبي عام 1988).
- التعريب وأثره في الشعر العربي الحديث (محاضرة ألقيت بقصر ثقافة الحرية 1988).
- موقف الأدب الإسلامي من المذاهب الأدبية المعاصرة (بحث ألقي في ندوة الأدب الإسلامي بجامعة عين شمي 1992).
- عبثية الحياة في شعر أحمد مشاري العدواني (ضمن مجلد عن الشاعر أصدرته جامعة الكويت).
- اتجاهات الحركة الشعرية في الخليج العربي (محاضرة بدعوة من ندوة الثقافة والعلوم بدبي 1990).
- الانتماء في الشعر العربي الحديث من خلال تجربة فتحي سعيد (مجلة الثقافة الجديدة).
- صور الطبيعة في شعر محمد إبراهيم أبو سنة (مجلة الثقافة الجديدة).
- أثر الهجرة في روايات إقليم غرب ووسط الدلتا الثقافي (مؤتمر الرواية 1993).